# Donal O'Shea
Pour les articles homonymes, voir O'Shea.
Donal Bartholomew O'Shea (né en 1952 au Canada) est un mathématicien canado-américain spécialisé en géométrie algébrique.

## Biographie
O'Shea a étudié à l'université Harvard jusqu'en 1974 (baccalauréat) et a obtenu sa maîtrise (An exposition of catastrophe theory and its applications to phase transitions) à l'université Queen's à Kingston (Ontario) en 1977, où il a obtenu son doctorat en 1981 sous la direction d'Albert Coleman (On μ-equivalent families of singularities). En 1980, il devient professeur assistant au Mount Holyoke College, à partir de 1986 il est professeur associé et à partir de 1991 professeur titulaire ; de 1990 à 1993, il est directeur du Five Colleges Regional Geometry Institute. Il préside le département de mathématiques à Mount Holyoke de 1993 à 1996 et il est professeur Elizabeth T. Kennan à partir de 1996. De 1998 à 2012, il est doyen de la faculté de mathématiques et vice-président chargé des affaires académiques. Il est président du New College of Florida depuis 2012. 
Il a été chercheur invité à l'université de Cambridge (2011), à l'université d'Édimbourg (2005), à l'université de Miami (2004), à l'université de Kaiserslautern (1988-1989), à l'université d'Hawaï à Manoa (1997-1998, 1991-1992), l'université du Massachusetts à Amherst (1984-1985) et l'Institut des hautes études scientifiques (1983-1984).
O'Shea a les citoyennetés canadienne, irlandaise et américaine.

## Recherche
Il travaille en théorie des singularités des hypersurfaces réelles et complexes et des méthodes de calcul en géométrie algébrique. Il a également travaillé sur des algorithmes de détection de polypes dans l'intestin en tomodensitométrie, et également en didactique des mathématiques. Sa thèse portait sur la classification des diagrammes de phase de la mécanique statistique en lien avec la théorie des catastrophes  ,

## Prix et distinctions
En 2016, il a reçu le prix Leroy P. Steele en exposition mathématique de l'American Mathematical Society avec David A. Cox et John B. Little pour leurs manuels Ideals, varieties, and algorithms: an introduction to computational algebraic geometry and commutative algebra et Using algebraic geometry, livres d'introduction à la géométrie algébrique.
O'Shea a également écrit un livre de vulgarisation scientifique sur la solution de Grigori Perelman de la conjecture de Poincaré et ses antécédents ; ce livre, intitulé Conjecture de Poincaré : L'histoire d'une aventure mathématique, a obtenu le prix Peano (2008). Il traduit également depuis le russe (pour l'AMS) et le français.

## Publications

### Livres
- 1976 — Donal O’Shea, An exposition of catastrophe theory and its applications to phase transitions : With an introductory note by A. J. Coleman, Queen’s University, coll. « Queen’s Papers in Pure and Applied Mathematics » (no 47), 1976, ix+200 (zbMATH 0398.58011).
- 1992 — An Introduction to Dynamical Systems and Mathematical Modelling, Stony Brook: Sloan NLA Monographs, 1992
- 1995 — avec J Callahan, D Cox, K Hoffman, H Pollatsek, L Senechal: Calculus in Context, New York: WH Freeman, 1995 (avec manuel pour instructeurs en 1996).
- 1997 —  avec JW Bruce et le département de mathématiques du Mount Holyoke College, Laboratories in Mathematical Experimentation: A Bridge to Higher Mathematics, New York: Springer Verlag, 1997
- 2015 — David A. Cox, John Little et Donal O’Shea, Ideals, varieties, and algorithms. An introduction to computational algebraic geometry and commutative algebra, Cham, Springer, coll. « Undergraduate Texts in Mathematics », 2015, 4e éd., xvi + 646 (zbMATH 1335.13001).
- 2005 — David A. Cox, John Little et Donal O’Shea, Using algebraic geometry, Cham, Springer, coll. « Undergraduate Texts in Mathematics », 2005, 2e éd., xii + 575 (zbMATH 079.13017).
- 2007 — Donal O’Shea, The Poincaré conjecture. In search of the shape of the universe, New York, Walker, 2007, ix+ 293 (ISBN 978-0-8027-1532-6, zbMATH 1159.01007).

### Articles  (sélection)
- Computing Invariants of Hypersurface Singularities, in S. Sertoz (éd.), Algebraic Geometry, Marcel Dekker 1997, p. 296–347
- Limits of Tangent Spaces: Effective Computation in Singularity Theory, in D.T. Lê, K. Saito, B. Teissier (eds.), Singularity Theory, Cambridge: World Scientific Publishing, 1995, p. 549–573
- avec PJ Giblin : The Bitangent Sphere Problem, Amer. Math. Monthly, volume 97, 1990, pages 5-23.